# India International 2001
Die India International 2001 im Badminton fanden Mitte August 2001 statt.

## Sieger und Platzierte
| Disziplin    | Gold                                   | Silber                            | Bronze                           |
| ------------ | -------------------------------------- | --------------------------------- | -------------------------------- |
| Herreneinzel | Chetan Anand                           | Allan Tai                         | Nikhil Kanetkar                  |
| Herreneinzel | Chetan Anand                           | Allan Tai                         | Anupap Thiraratsakul             |
| Dameneinzel  | Aparna Popat                           | B. R. Meenakshi                   | Salakjit Ponsana                 |
| Dameneinzel  | Aparna Popat                           | B. R. Meenakshi                   | Nucharin Teekhatrakul            |
| Herrendoppel | Ng Kean Kok Rosman Razak               | Kitipon Kitikul Sudket Prapakamol | Arvind Bhat Rupesh Kumar         |
| Herrendoppel | Ng Kean Kok Rosman Razak               | Kitipon Kitikul Sudket Prapakamol | Markose Bristow Vijaydeep Singh  |
| Damendoppel  | Salakjit Ponsana Nucharin Teekhatrakul | Oli Deka B. R. Meenakshi          | Jwala Gutta Shruti Kurien        |
| Damendoppel  | Salakjit Ponsana Nucharin Teekhatrakul | Oli Deka B. R. Meenakshi          | Li Wing Mui Siu Ching Man        |
| Mixed        | J. B. S. Vidyadhar Jwala Gutta         | Sandesh Chouta B. R. Meenakshi    | Jaseel P. Ismail Trupti Murgunde |
| Mixed        | J. B. S. Vidyadhar Jwala Gutta         | Sandesh Chouta B. R. Meenakshi    | Tam Lok Tin Siu Ching Man        |